# Washington Mystics 2011
La stagione 2011 delle Washington Mystics fu la 14ª nella WNBA per la franchigia.
Le Washington Mystics varrivarono seste nella Eastern Conference con un record di 6-28, non qualificandosi per i play-off.

## Roster
| N° | Naz.                   | Ruolo | Sportivo          | Anno | Alt. | Peso |
| -- | ---------------------- | ----- | ----------------- | ---- | ---- | ---- |
| 1  | Stati Uniti (bandiera) | C     | Crystal Langhorne | 1986 | 188  | 83   |
| 2  | Stati Uniti (bandiera) | G     | Kelly Miller      | 1978 | 178  | 64   |
| 4  | Stati Uniti (bandiera) | GA    | Marissa Coleman   | 1987 | 185  | 82   |
| 5  | Stati Uniti (bandiera) | G     | Jasmine Thomas    | 1989 | 175  | 66   |
| 11 | Stati Uniti (bandiera) | A     | DeMya Walker      | 1977 | 191  | 91   |
| 13 | Stati Uniti (bandiera) | GA    | Karima Christmas  | 1989 | 183  |      |
| 21 | Stati Uniti (bandiera) | AC    | Nicky Anosike     | 1986 | 191  | 95   |
| 22 | Stati Uniti (bandiera) | G     | Matee Ajavon      | 1986 | 173  | 73   |
| 25 | Stati Uniti (bandiera) | GA    | Monique Currie    | 1983 | 183  | 80   |
| 31 | Stati Uniti (bandiera) | A     | Joy Cheek         | 1988 | 185  | 91   |
| 32 | Stati Uniti (bandiera) | A     | Kerri Gardin      | 1984 | 185  | 76   |
| 34 | Stati Uniti (bandiera) | A     | Victoria Dunlap   | 1989 | 185  | 73   |
| 53 | Stati Uniti (bandiera) | C     | Ta'Shia Phillips  | 1989 | 198  | 90   |

## Staff tecnico
- Allenatore: Trudi Lacey
- Vice-allenatori: Marianne Stanley, Laurie Byrd
- Preparatore atletico: Navin Hettiarachchi
- Preparatore fisico: David Emery